# 앨더레이크
앨더레이크(Alder Lake)는 골든 코브 고성능 코어와 그레이스몬트 전력 효율 코어를 활용한 하이브리드 아키텍처 기반의 12세대 인텔 코어 프로세서의 인텔 코드명이다. 인텔의 7 nm 공정을 이용하여 제조되며, 이전에는 인텔 10나노미터 강화 슈퍼핀(10ESF)으로 불렸다. 인텔은 2022년 2월 23일 공식적으로 앨더레이크 P와 U 시리즈를 발표했으며, 2022년 5월 10일 앨더레이크-HX 시리즈를 발표했다.

## 같이 보기
- 인텔 코어
- 사파이어 래피즈
- 인텔 CPU 마이크로아키텍처 목록
- LGA 1700